# 都營巴士

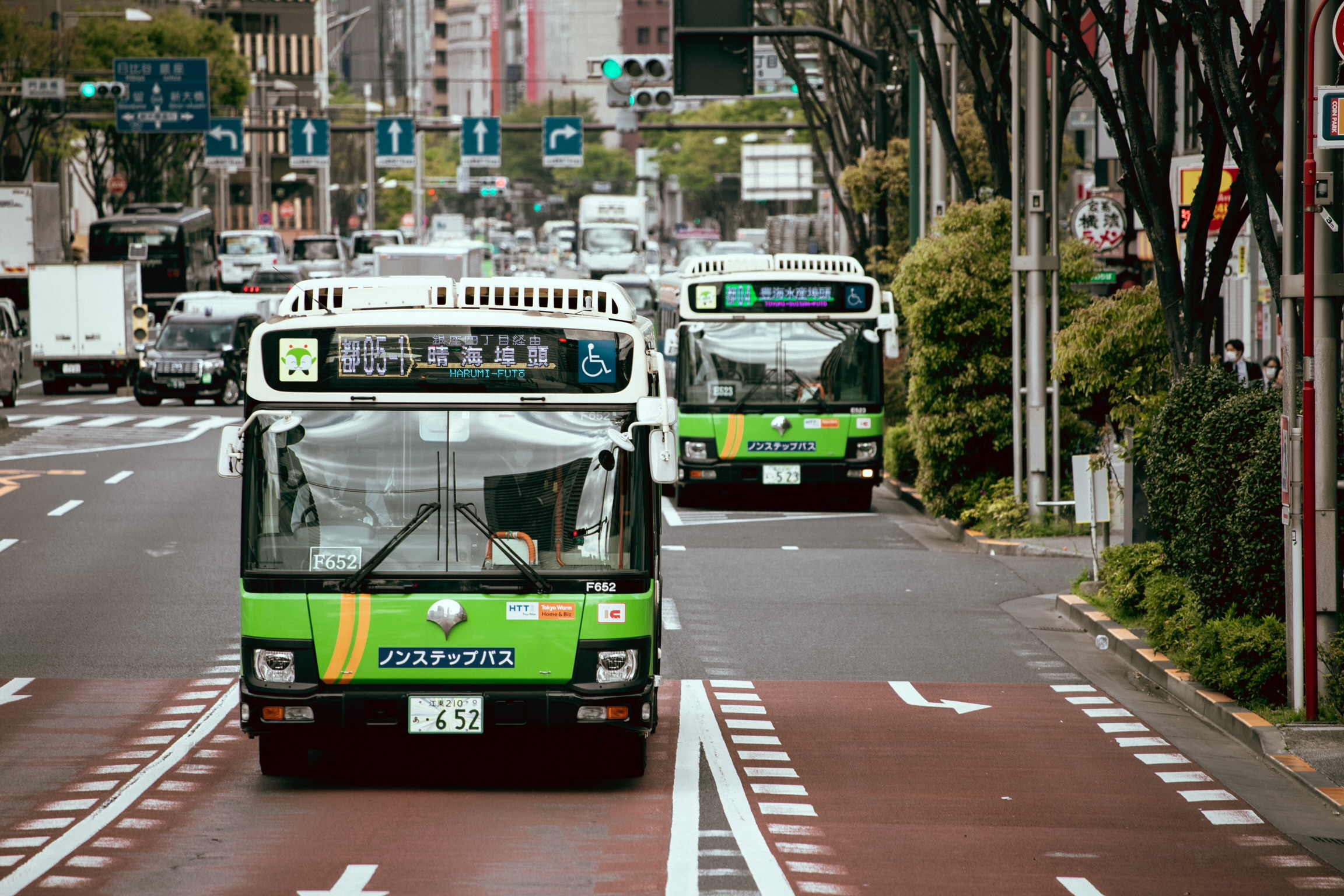
行駛在東京築地地區道路上的都營巴士

都營巴士（日语：／ toei basu */?）是日本東京都的公營巴士服務，又稱為都巴士（／ tobasu），營運單位為東京都交通局的「自動車部」。
都營巴士的主要營業範圍為東京都區部與青梅市。除了一般的公共巴士事業之外，亦提供遊覽車服務。

## 沿革
都營巴士的歷史、首先是關東大震災時作為東京市電的代替輸送手段、1924年1月18日東京市電氣局開始了市營巴士事業。
當時的車體、叫人想起明治初期的乘合馬車。
這時候、還有於東京市内由東京乘合自動車經營的乘合巴士。這公司的巴士為青色（實際是深綠色）故被稱為「青巴士」、車掌皆採用十代後半至二十代後半的年輕女性。由於制服的襟為白色故名「白襟嬢」。
為了對抗競爭而於單人運作的巴士上採用女性車掌。制服的襟是赤色而名為「赤襟嬢」。由於業積良好、決定長時間經營。
1938年4月25日、市營巴士的競爭對手東京乘合自動車「青巴士」與東京地下鐵道合併。
1942年2月1日、東京市實行陸上交通事業調整法作戰時統合、「青巴士」被編入市營巴士。再與城東乗合、王子電氣鐵道、京王電氣軌道・東京橫濱電鐵的巴士部門、東京地下鐵道系列的葛飾乗合自動車等路線進行整合。獨佔了東京市中心部、天王洲～新宿站～荒川大橋～千住新橋～小松川橋～今井橋 範圍的巴士事業。
1943年10月1日、東京都制施行、東京市電氣局改名東京都交通局。「都巴士」這名字誕生。
1949年、休止中的遊覽巴士事業轉讓與新日本觀光（現・鳩巴士）。

## 營業所一覽
| 營業所名                     | 簡略号 | 所在地 （すべて東京都内） | 所管系統 |
| ---------------------------- | ------ | ------------------------- | --- |
| 品川自動車營業所             | A      | 品川區北品川1-5-12        | 市01・波01・海01・直行01・黒77・橋86・品91・井92・田92・品93・濱95・反96・品96・品98・品99・深夜07                                            |
| 澀谷自動車營業所             | B      | 澀谷區東2-25-36           | 都01・RH01・都06・學03・學06・田87・深夜01 |
| 澀谷自動車營業所新宿支所 ※   | C      | 新宿區西新宿3-19-1        | 宿74・宿75・早81・澀88 |
| 小瀧橋自動車營業所杉並支所 ※ | D      | 杉並區梅里1-14-22         | 新江62・澀66・王78・宿91・品97 |
| 小瀧橋自動車營業所           | E      | 中野區東中野5-30-2        | CH01・學02・都02乙・飯62・橋63・飯64・上69・高71                                                                                              |
| 北自動車營業所練馬支所       | F      | 練馬區豊玉上2-7           | 學05・白61・池65 |
| 千住自動車營業所             | H      | 足立區梅田2-3-11-101      | 王49・草41・草43・端44・北47 |
| 南千住自動車營業所           | K      | 荒川區南千住2-33-1        | 都08・里22・東42・上46・南千47・南千48・里48・草64・S-1                                                                                       |
| 江東自動車營業所             | L      | 墨田區江東橋4-30-10       | 都04・都07・急行05・急行06・錦18・陽20・龜21・東22・龜23・門33                                                                                |
| 北自動車營業所               | N      | 北區神谷3-10-6            | 王40甲・王40丙・王41・王45・王55・王57・東43・深夜02・深夜11                                                                                  |
| 巣鴨自動車營業所             | P      | 豊島區巣鴨2-9-8           | 都02・學01・學07・王46・里48・茶51・上60・草63・草64                                                                                          |
| 江戶川自動車營業所臨海支所 ※ | R      | 江戸川區臨海町4-1-1       | AL01・錦11・木11乙・新小20・東20・門21・錦22・臨海22・葛西22・平23・草24・龜26・秋26・西葛26・兩28・船28                                      |
| 深川自動車營業所             | S      | 江東區東雲2-7-41          | 海01・波01・豐洲01・都03・都05・業10・木11・東12・錦13・東15・東16・門19・                                                                    |
| 早稻田自動車營業所           | T      | 新宿區西早稲田1-9-23      | 上58・早77・池86 |
| 江戶川自動車營業所           | V      | 江戸川區中葛西4-9-11      | FL01・龜24・龜29・西葛20・葛西21・新小21・新小22・葛西24・錦25・西葛27・錦27・錦28・臨海28・新小29・新小30・深夜03・深夜10 新小21・錦27・錦28 |
| 早稻田自動車營業所青梅支所   | W      | 青梅市森下町554           | 梅01・梅70・梅74・梅76・梅77 |
| 品川自動車營業所港南支所 ※   | Y      | 港區港南4-7-1             | 反90・反94・井96・品97・井98・田99 |
| 南千住自動車營業所青戸支所 ※ | Z      | 葛飾區白鳥1-8-1           | 上23・上26・錦37・墨38・草39 |

## 營運用車輛
- 日野
  - Rainbow HR
  - Blue Ribbon
  - Blue Ribbon City Hybrid
  - Blue Ribbon II
- 五十鈴
  - Erga
- 三菱扶桑
  - Aero Star
  - Aero Midi MK
- 日產柴油
  - Space Runner A
- 斯堪尼亞
  - N280UB4x2EB

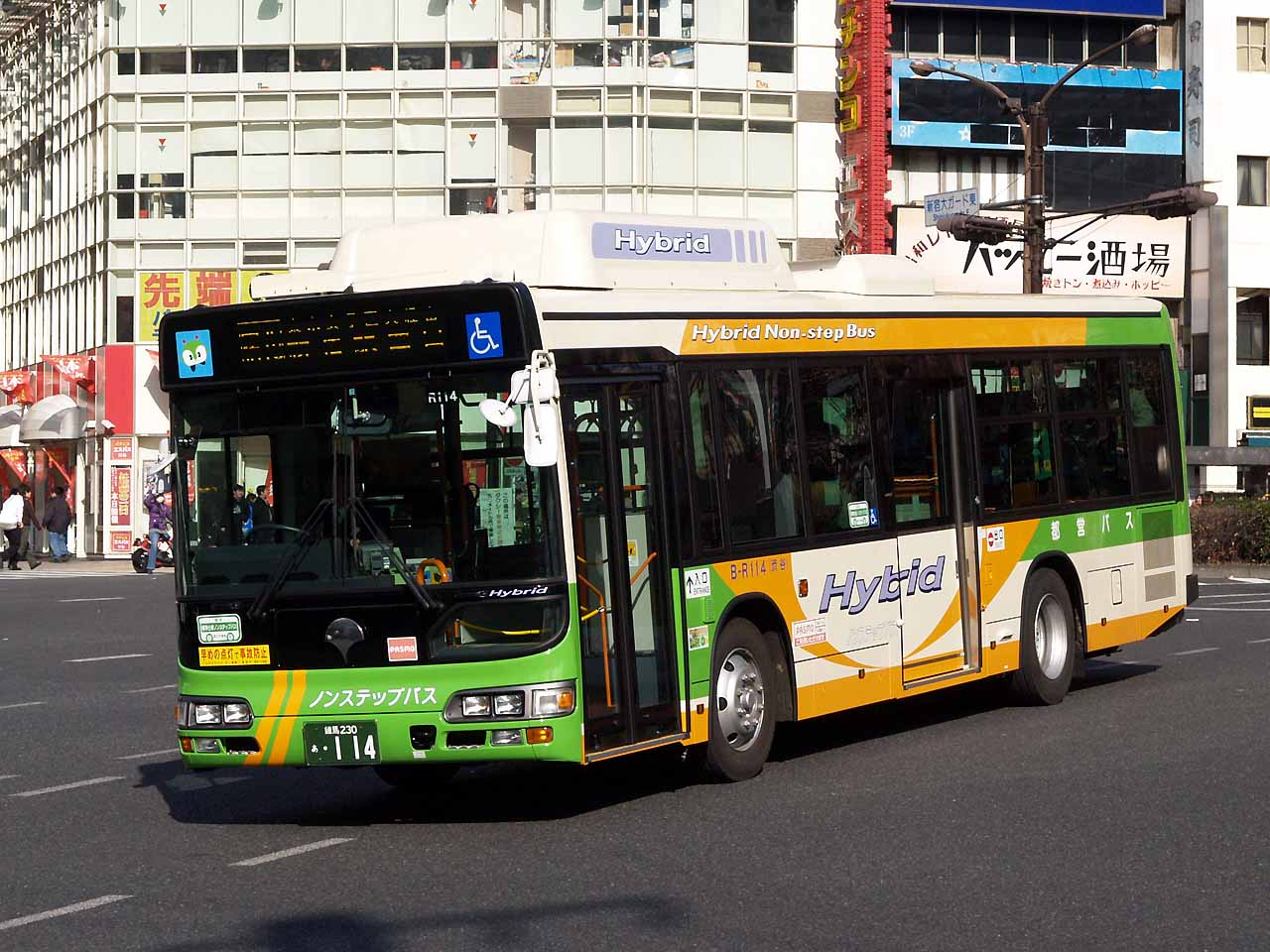
Blue Ribbon City Hybrid
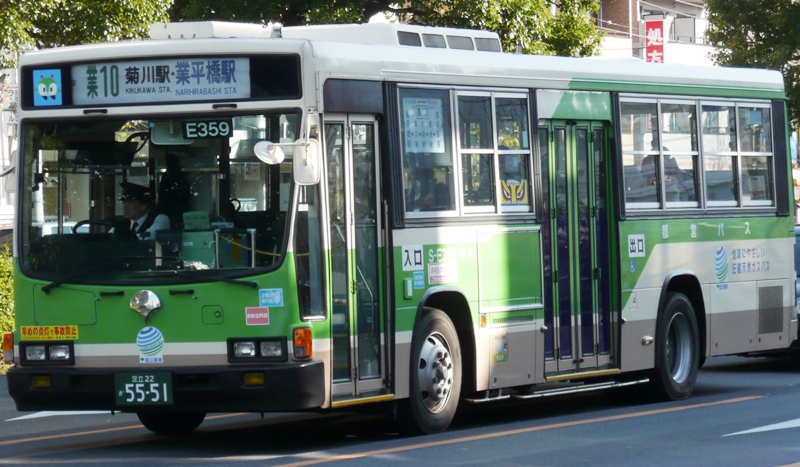
Cubic
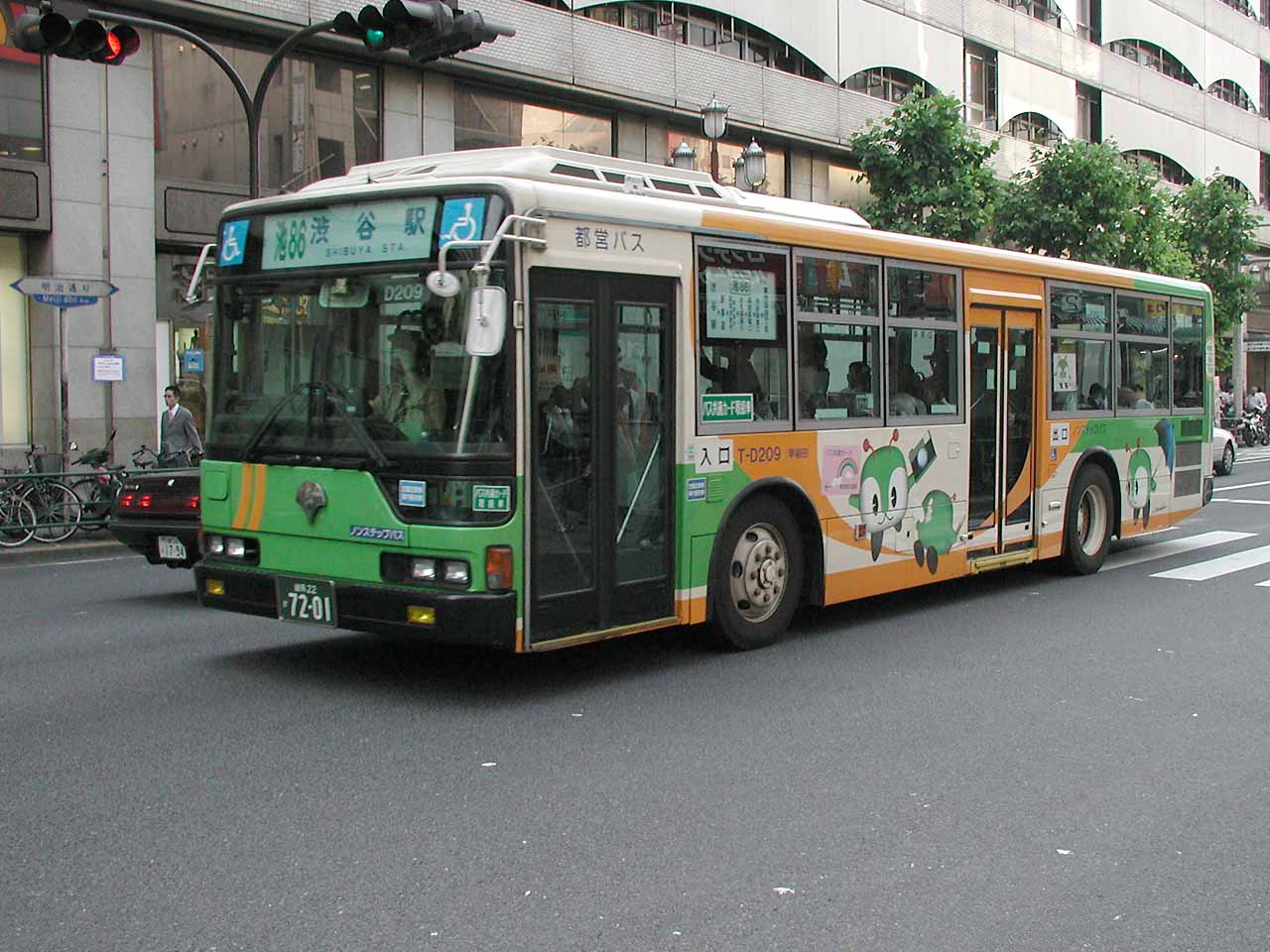
Aero Star
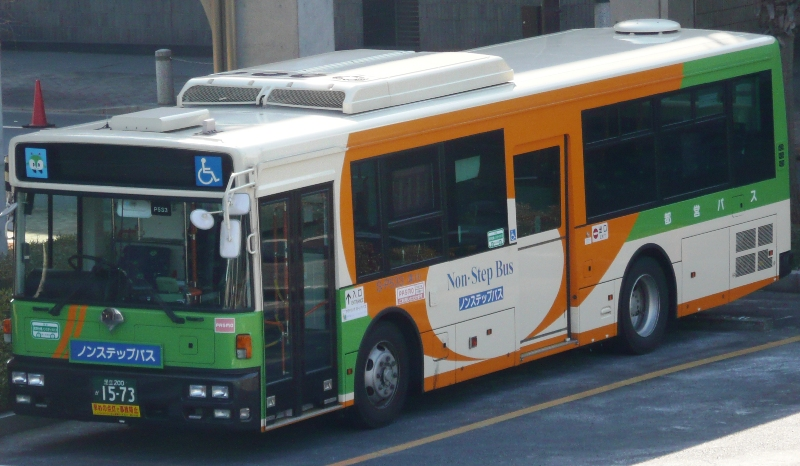
Space Runner RA
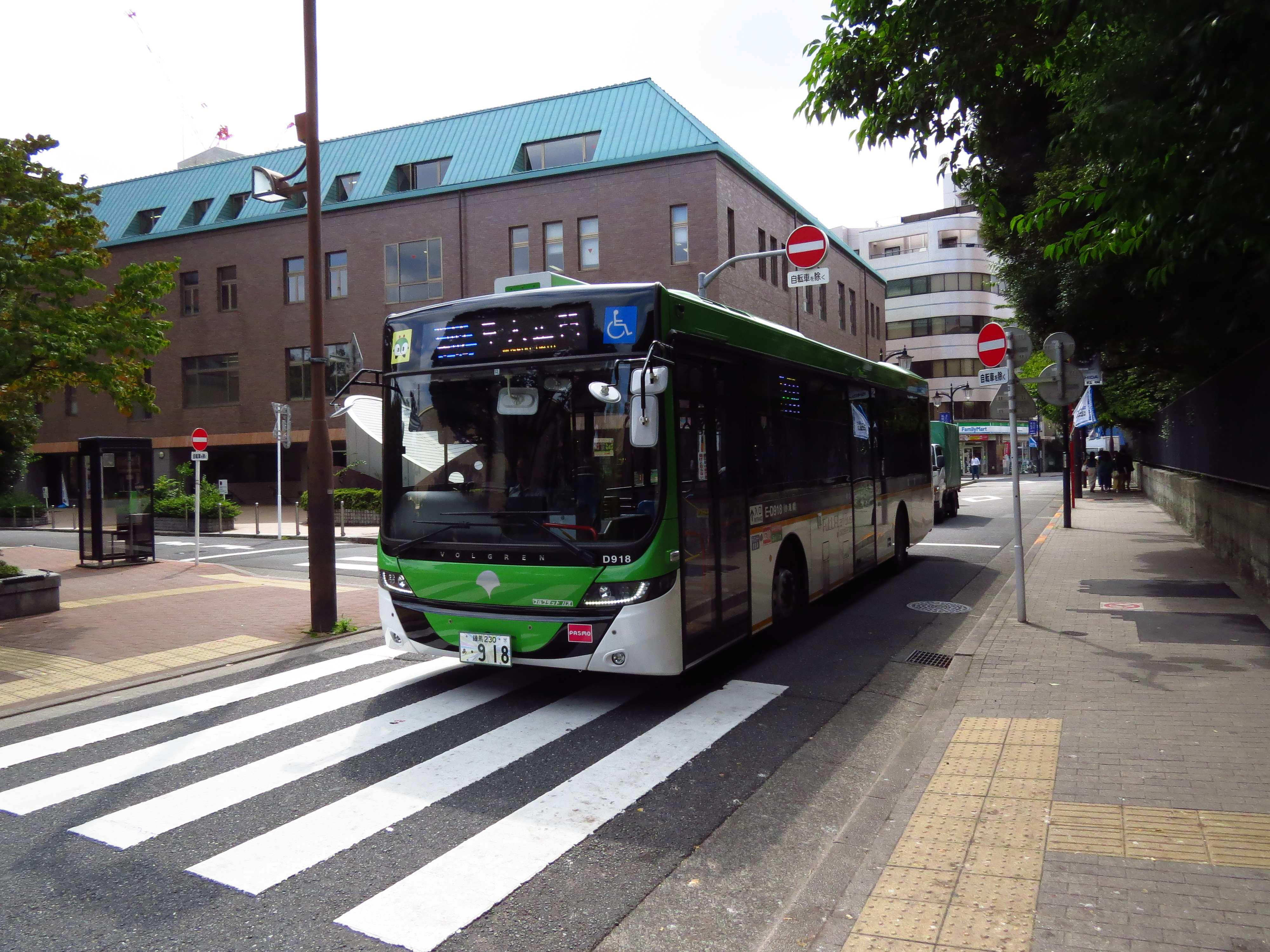
N280UB4x2EB

## 外部連結
- 東京都交通局 （页面存档备份，存于）
- 都営バス （页面存档备份，存于）
- 都営バス運行状況・バスロケーションシステム （页面存档备份，存于）